# Texananus uncinatus
Texananus uncinatus är en insektsart som beskrevs av Delong 1944. Texananus uncinatus ingår i släktet Texananus och familjen dvärgstritar. Inga underarter finns listade i Catalogue of Life.